# Spurius Postumius Albinus (Konsul 148 v. Chr.)
Spurius Posthumius Albinus war ein römischer Politiker im 2. vorchristlichen Jahrhundert.

## Leben
Spurius Postumius Albinus war ein römischer Patrizier, dessen Geschlecht, die gens Postumia, seit Beginn der römischen Republik im 6. Jahrhundert mehrfach als Konsuln der Republik vorgestanden haben, obwohl die Familie weder zu den fünf gentes maiores, noch zu den albaischen oder den tribunizischen Geschlechtern gehörten (das sind gentes, nach denen einzelne Tribus, z. B. Tribus Sergia, benannt sind).
Spurius Postumius Albinus wurde im 2. Jahrhundert v. Chr. geboren. Er war der Sohn und der Enkel gleichnamiger Namensträger (Sp.f. Sp.n.). Er war Prätor, wahrscheinlich im Jahre 151 v. Chr. und wurde für das Jahr 148 zum Konsul der Republik gewählt. Sein Kollege im Amt war Lucius Calpurnius Piso Caesoninus. Als Provinz wurde ihm Italien zugewiesen. Nach dem Konsulat baute er die nach ihm benannte via Postumia von Genua quer durch Oberitalien nach Cremona und von dort weiter nach Aquileja zu Ende.
Cicero lobt ihn als Redner. Ferner soll er nach Cicero mit Lucius Mummius, dem Eroberer Korinths, 146 die Provinz Achaea eingerichtet haben; so in einem Brief an Atticus. Atticus korrigiert diese Meinung und behauptet, dies sei nicht Spurius, sondern sein Verwandter Aulus Postumius Albinus, der Konsul von 151 v. Chr., gewesen. Möglicherweise haben beide recht, denn es ist nicht auszuschließen, dass beide der mehrköpfigen Delegation angehört haben, da nur zwei der Mitglieder der Delegation namentlich (darunter Aulus Postumius Albinus), gesichert sind.